# صن إكسبريس ألمانيا
شركة صن إكسبريس ألمانيا (إياتا: XG، إيكاو: SXD) بالإنجليزية SunExpress Deutschland هي شركة طيران ألمانية ذات مسؤولية محدودة، وهي شراكة ما بين الخطوط الجوية التركية ولوفتهانزا، يقع مقرها في مطار فرانكفورت بألمانيا.
في سنة 2020، أعلنت صن إكسبريس ألمانيا عن توقف جميع عملياتها.
في 23 يونيو 2020، أعلنت شركة صن إكسبريس بأن شركة صن إكسبريس ألمانيا ستوقف عملياتها إبتدءاً من عام 2020 وسيتم تصفيتها بشكل كامل. وسيتم توزيع شبكة خطوطها على صن إكسبريس ويورو وينجز.

## تاريخ
أنشئت الشركة عام 2011، وبدأت الخدمة بثلاثة طائرات من نوع بوينغ 800-737

## الوجهات

### Operated as SunExpress Deutschland
As of February 2018, SunExpress Deutschland operates the following routes:
Bulgaria
- بورغاس - Burgas Airport
- فارنا - Varna Airport

Bosnia and Herzegovina
- سراييفو - مطار سراييفو الدولي

Egypt
- الغردقة - مطار الغردقة الدولي
- مرسى علم - مطار مرسى علم الدولي

Germany
- برلين - مطار برلين تيجيل الدولي
- كولونيا/بون - مطار كولونيا بون الدولي Focus city
- دوسلدورف - مطار دوسلدورف الدولي Focus city
- فرانكفورت - مطار فرانكفورت Base
- هانوفر - مطار هانوفر لانغنهاغن Focus city
- لايبزيغ - مطار لايبزيغ هاله
- ميونخ - مطار ميونخ الدولي Focus city
- شتوتغارت - مطار شتوتغارت الدولي Focus city

Greece
- كاندية - مطار كاندية الدولي  [لغات أخرى]‏

Italy
- لاميتسيا تيرمي - Lamezia Terme International Airport

Morocco
- أكادير - مطار أكادير المسيرة الدولي

Spain
- فويرتيفنتورا - مطار فويرتيفنتورا
- لانزاروت - مطار لانزاروت
- ميورقة (مدينة) - مطار بالما دي مايوركا

Turkey
- أضنة - مطار أضنة ساكيرباسا
- أنقرة - مطار إيسنبوغا الدولي
- أنطاليا - مطار أنطاليا
- بودروم - مطار ميلاس بودروم
- دالامان - مطار دالامان
- معمورة العزيز - Elazığ Airport
- عنتاب - مطار غازي عنتاب الدولي
- إسطنبول - مطار صبيحة كوكجن الدولي
- إزمير - مطار عدنان مندريس
- قيصرية (تركية) - Erkilet International Airport
- سامسون - Samsun-Çarşamba Airport
- طرابزون - مطار طرابزون الدولي

### Operated forيورو وينغز
As of July 2017, SunExpress Deutschland operates the following routes for Eurowings:
Barbados
- بريدج تاون - Grantley Adams International Airport seasonal

Cuba
- هافانا - مطار خوسيه مارتي الدولي
- فاراديرو - Juan Gualberto Gómez Airport

Dominican Republic
- بونتا كانا - Punta Cana International Airport
- بويرتو بلاتا - Gregorio Luperón International Airport

Germany
- كولونيا/بون - مطار كولونيا بون الدولي Base

Jamaica
- مونتيغو باي - مطار سانجستر الدولي

Mauritius
- بورت لويس - مطار سير سيووساغور رامغولام الدولي

Mexico
- كانكون - مطار كانكون الدولي

Namibia
- ويندهوك - مطار ويندهوك الدولي

South Africa
- كيب تاون - مطار كيب تاون

Thailand
- بانكوك - مطار سوفارنابومي الدولي
- محافظة بوكيت - Phuket International Airport

United States of America
- فورت مايرز - Southwest Florida International Airport (begins 4 May 2018)[3]
- لاس فيغاس - مطار ماكاران الدولي
- ميامي - مطار ميامي الدولي[4]
- أورلاندو (فلوريدا) - مطار أورلاندو الدولي
- سياتل - مطار سياتل تاكوما الدولي

## الأسطول

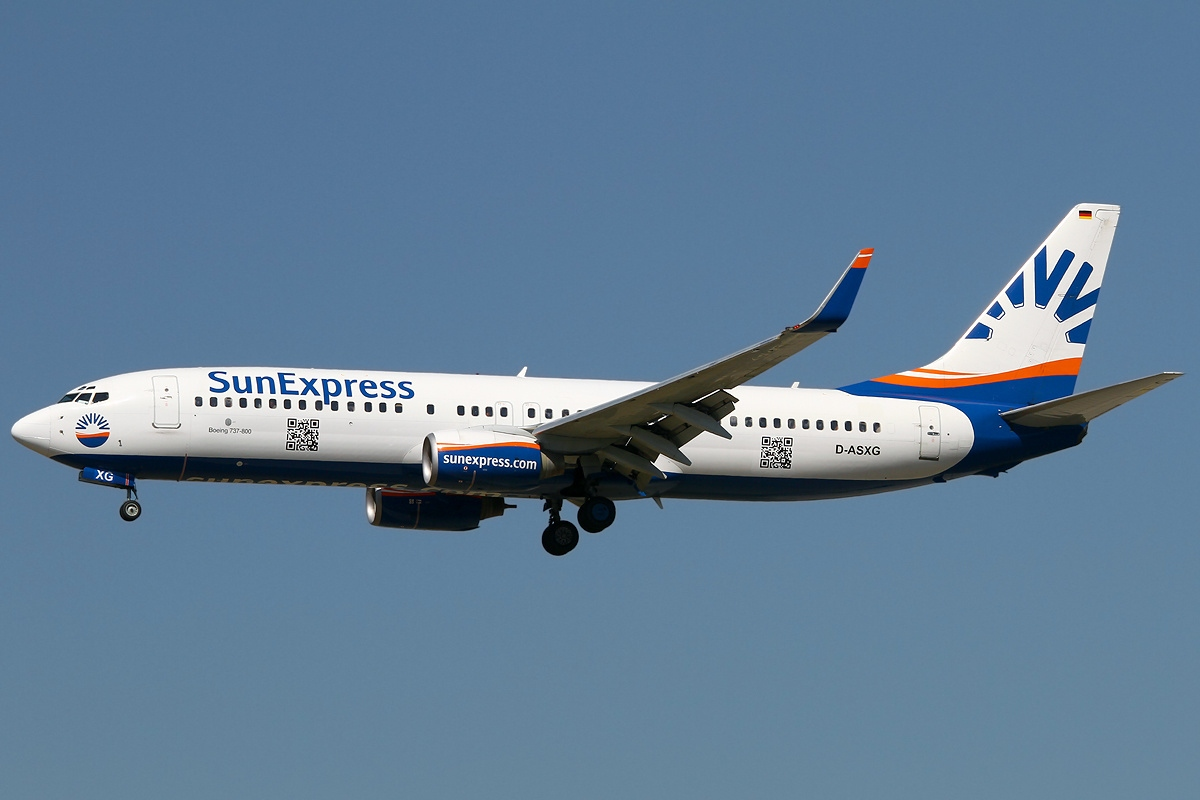
SunExpress Deutschland بوينغ 737 الجيل الجديد

As of April 2018, the SunExpress Deutschland fleet consists of the following aircraft:
| Aircraft               | In Service | Orders | Passengers | Passengers | Passengers | Notes                   |
| Aircraft               | In Service | Orders | C          | Y          | Total      | Notes                   |
| ---------------------- | ---------- | ------ | ---------- | ---------- | ---------- | ----------------------- |
| إيرباص إيه 330         | 7          | —      | 21         | 289        | 310        | operated for يورو وينجز |
| بوينغ 737 الجيل الجديد | 11         | —      | —          | 189        | 189        |                         |
| Total                  | 18         | —      |            |            |            |                         |

## وصلات خارجية
- الموقع الرسمي

قالب:Airlines of Germany